# 顧衷
顧衷，字子和，號爐村，贵州凱裡人，清政治人物、進士出身。
同治元年（1862年）壬戌科進士，三甲一百二名，后官甘肅中衛知縣。